# 露絲·巴比
露絲·巴比（Ruth Gbagbi，1994年2月7日—）是一名象牙海岸跆拳道運動員，主攻女子62公斤級項目。她曾經獲得2015年非洲運動會女子62公斤級冠軍以及2016年夏季奧林匹克運動會女子67公斤級季軍。

## 外部連結
- taekwondodata.com （页面存档备份，存于）